# Diário da República
«Республіка́нський щоде́нник» (порт. Diário da República, МФА: [di.ˈa.ɾi.u dɐ ʁɨ.ˈpu.bɫi.kɐ], [діа́ріу да рипу́блика]) — офіційне друковане видання Португальської Республіки. Урядовий вісник. Започаткований 1715 року як Лісабонська газета Португальського королівства. У сучасному форматі виходить з 1976 року, після Революції гвоздик і прийняття нової Конституції. Публікується видавництвом Національної преси в Лісабоні. Виходить в робочі дні, п'ять разів на тиждень. Друкується португальською мовою. Поділяється на 2 серії: в першій оприлюднюються конституційні акти, міжнародні договори, закони і підзаконні акти, укази президента, рішення Парлементу і Конституційного суду, постанови регіональних і муніципальних урядів, рад та судів тощо; у другій — постанови Кабінету міністрів, бюджет, інші акти визначені законом тощо. Згідно з чинною Конституцією (Ст. 119) законодавчі акти країни набувають чинності після публікації в щоденнику. З 1 липня 2006 виходить в електронній формі. У вебмережі доступний архів щоденника з 1910 року. Старі назви — «Урядовий щоденник» (порт. Diário do Governo, 1821—1823, 1835—1859 1869—1976), «Лісабонський щоденник» (порт. Diário de Lisboa, 1860—1868).